# Daisy Granados
Leocadia Daisy Granados López (Cienfuegos, 9 de diciembre de 1942) Reconocida actriz cubana. Catalogada como "El Rostro del Cine Cubano". Granados estudió en la Escuela Nacional de Arte en La Habana y debutó en el año 1964 en la película La decisión. La actriz ha ganado varios premios internacionales. Representó a Cuba en eventos internacionales. Granados es la viuda del director de cine Pastor Vega fallecido en junio del 2005 en La Habana.

## Filmografía
- 1964: La decisión
- 1967: Tulipa
- 1967: Memorias del subdesarrollo
- 1969: Los desafíos
- 1972: Páginas del diario de José Marti
- 1978: Son o no son
- 1979: Retrato de Teresa
- 1982: Cecilia
- 1984: Habanera
- 1985: Un hombre de éxito
- 1987: Amor en campo minado
- 1988: Plaf – Demasiado miedo a la vida
- 1988: Un señor muy viejo con unas alas enormes
- 1989: Lágrimas al desayuno
- 1990: Palabras de mujer
- 1991: María Antonia
- 1993: Vidas paralelas
- 1993: Sueño tropical
- 1993: Tirano Banderas
- 1994: El elefante y la bicicleta
- 1997: Cosas que dejé en La Habana
- 1999: Las profecías de Amanda
- 1999: Rizo
- 1999: Cuarteto de la Habana
- 2000: Un paraíso bajo las estrellas
- 2001: Nada
- 2002: Rosa la china
- 2002: Solamente una vez
- 2004: @Festivbercine.ron
- 2005: 90 millas
- 2006: Bienvenido 2